# Бирлионкур
Бирлионкур (фр. Burlioncourt) насеље је и општина у североисточној Француској у региону Лорена, у департману Мозел која припада префектури Шато Сален.
По подацима из 2011. године у општини је живело 172 становника, а густина насељености је износила 23,37 становника/km². Општина се простире на површини од 7,36 km². Налази се на средњој надморској висини од 210 метара (максималној 307 m, а минималној 207 m).

## Демографија
| 1962. | 1968. | 1975. | 1982. | 1990. | 1999. | 2011. |
| ----- | ----- | ----- | ----- | ----- | ----- | ----- |
| 157   | 171   | 159   | 180   | 162   | 181   | 172   |

График промене броја становника у току последњих година